# 프란코 메니켈리
프란코 메니켈리(이탈리아어: Franco Menichelli, 1941년 8월 3일 ~ )는 은퇴한 이탈리아의 체조 선수이다.
로마에서 태어난 그는 1960년부터 1968년 3개의 하계 올림픽에 나가 금메달 1개, 은메달 1개와 동메달 3개를 획득하였다.
메니켈리는 1964년 도쿄 올림픽에서 마루 운동 1위, 링 2위와 평행봉 3위를 할 때 가장 성공적이었다.
4년 후, 멕시코시티 올림픽에서 마루 운동에 나오는 동안 상륙에 아킬레스건 부상을 당하여 은퇴하였다.
1973년부터 1979년까지 국가 대표팀의 코치를 맡았다. 2003년 국제 체조 명예의 전당으로 헌액되었다.
그의 형 잠파올로 메니켈리는 국제적 축구 선수였다.